# Pseudobunaea maculata
Pseudobunaea maculata är en fjärilsart som beskrevs av Eugène Louis Bouvier 1930. Pseudobunaea maculata ingår i släktet Pseudobunaea och familjen påfågelsspinnare. Inga underarter finns listade i Catalogue of Life.